# MetaTrader
MetaTrader (メタトレーダー)は、FX(外国為替証拠金取引)をはじめとする投資のためのソフトウェアであり、電子取引プラットフォームである。クライアント・アプリとサーバー・プログラムが対になっている。本項では特にクライトアント・アプリ MetaTrader について示す。
開発元は MetaQuotes Ltd.（2019年にMetaQuotes Software Corp.からMetaQuotes Ltd.に社名を変更）。MetaTrader のリリースは2002年から。2024年現在もっぱら使われているのは MetaTrader 4（MT4）とMetaTrader 5 (MT5) であり、MT4 は2005年にリリースされた。 2010年にMetaTrader 5 をリリースしたが普及が鈍く、2013年4月時点でほとんどのブローカーはMT4を引き続き使用していた。2024年現在もMT4 MT5両方が使われてる。
MetaTraderプラットフォームのサーバ側の・ソフトウェアは、MT対応の外国為替業者に対してライセンスされ、大抵の業者は独自の装丁を加えたクライアントソフトを配布している。MT4とMT5のどちらかを使えるか業者が対応しているかどうかにより、さらに取引口座を開く時点で決まる。
クライアントアプリでは顧客が取引対象を選択し最新相場と履歴をチャートを表示し、注文を行う。エンドユーザーによる取引自動化プログラムの実行が容易で、自動取引のプラットフォームとして知られている。
クライアントアプリであるMT4およびMT5は原則としてMicrosoft Windows 上で作動するデスクトップアプリケーションである。同名のWEBアプリやAndroid/iOSアプリについては名称こそ同一であるが内容はデスクトップアプリとは異なり自動取引に対応していない。Mac OS環境については一部の取引業者は独自整備したMac OS用MTを配布している。、MT5については公式にMac OS版がリリースされている。

## 機能

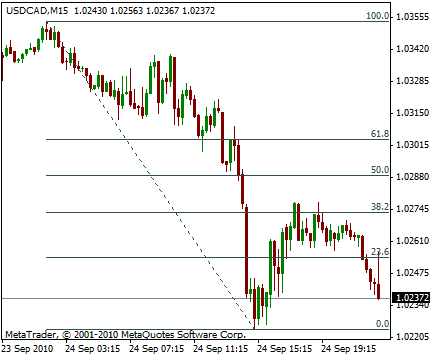
画面上のチャート表示

MT4 および MT5 は特にアルゴリズム取引のためのプラットホームとして重宝されている。
MT上では、相場情報と口座の両方にアクセスし取引処理する自動プログラムはエキスパート・アドバイザ、相場情報にのみアクセスするプログラムはインジケータと呼ばれる。

### MetaEditor
デスクトップ版のMT4/5には、専用のプログラミング環境であるMetaEditorが同梱されている。MetaEditor は C/C++言語の独自拡張である MQL のエディタとコンパイラで大枠構成される。
Yahoo (yahoo finance?)は、MTの自由オープンソースソフトウェアの開発に特化した大規模なグループ（会員数12,000人以上）を擁している。
MT4は、業者が自分のポジションを手動管理するスタンドアロンシステムとして運用するように設計されているが、多数のサードパーティ開発者が、ポジションの自動ヘッジ用に他の金融取引システムと統合するソフトウェアブリッジを作成している。2012年後半および2013年初めから、開発元はソフトウェアのサードパーティプラグインを市場から撤廃を目的とした開発者や業者への警告活動を開始した。
MTでは新規注文および決済注文の2種類を実行する。新規注文は、成行、指値、カウントダウン、エクスチェンジのいずれかで実行できる。 
成行注文は画面に表示された価格で実行され、価格は確定しているがボラティリティが高く要求価格が提供されない場合に良好な取引機会を見逃す可能性がある。
指値注文では投資家が2工程で実行できる。まず価格見積りが要求された後、受取価格を使用して売買するかどうかを決定する。受取価格の取引価値判断に数秒の余裕があるが、他の注文よりも時間がかかる。
MT5では、さらに新機能が加わった。それは、表示できる時間足が増えたこと、ミニチャートが表示可能になったこと、ストップリミット注文が使えること、チャートを独立して表示することが可能になったこと、である。
また、MT5はMT4よりも動作が速くなったことがあげられる。MT4は32ビットに対応していたのに対して、MT5は64ビットに対応し、MT5の方が処理能力が高いため、軽快に動く。

## 製品
MT4は信用取引を主な対象としており、一部の証券会社は差金決済取引を取引しているが、証券市場や為替先物先物取引分野では有用とみなされていない。MT5は株式や商品取引所の商品も扱っており、MT4とMT5の両方で、取引自動化のための独自指標と（エキスパートアドバイザーと呼ばれる）売買プログラムを作成できる。